# フランシスコ・エスクデロ
フランシスコ・エスクデーロ（Francisco Escudero García de Goizueta, 1912年8月13日 - 2002年6月7日）は、スペインの作曲家。

## 経歴
バスク地方のギプスコア県サラウツ出身。サン・セバスティアンの音楽学校で学んだ後、マドリードに出てコンラード・デル・カンポに作曲を学んだ。その後、パリでポール・デュカスとポール・ル・フレムに師事し、さらにミュンヘンでアルベール・ヴォルフに学んだ。
1937年、「牧歌的三重奏曲」で国家芸術賞を受賞。スペイン内戦中はフランスに逃れたが、内戦終結後スペインに戻った。
1945年、ビスカヤ県ビルバオに移り住み、オーケストラと合唱団の音楽監督になった。1947年、ピアノとオーケストラのための「バスク協奏曲」がファリャ・コンクールで一等賞を獲得した。1948年、故郷のサラウツに戻り、サン・セバスティアン音楽院の和声と作曲の教授となった。1957年、交響詩「アランサス」などの作品に対し、国家音楽賞が贈られた。1960年、サン・セバスティアンでオーケストラを設立した。またオペラの分野でも成功を収め、再び国家音楽賞を受賞した。
その他の作品には「チェロ協奏曲」、「シンフォニア・サクラ」、ゲルニカ爆撃50周年を記念したオペラ「ゲルニカ」などがある。
死後の2004年、サン・セバスティアン音楽院はフランシスコ・エスクデーロ音楽院と改名された。